# سنا منفرج
السنا المنفرج أو السنا سوداء الأوراق أو السنا الصيني أو السنا المنجلي الأمريكي أو عشبة الزرنيخ أو الكاسيا النتنة أو السنا البري (الاسم العلمي: Senna obtusifolia) هو نوع من النباتات البرية متساقطة الأوراق التي تنتمي إلى جنس السنا وتنمو في أجزاء واسعة من أمريكا الشمالية وأمريكا الوسطى وأمريكا الجنوبية وآسيا وإفريقيا وأوقيانوسيا، وتصنّف كعُشبة ضارة في بعض الأماكن. كثيرا ما يتم الخلط بين نبات السنا المنفرج ونبات السنا المنجلي، ففي الكثير من المصادر الحديثة تُستخدم نفس التسمية لوصف النوعين معا.

## الوصف
كان عالم النبات السويدي كارل لينيوس هو أول من وصف نبات السنا المنفرج عام 1753 وصنفه كأحد الأنواع النباتية التي تندرج تحت جنس الكاسيا، ولكن في عام 1979 نقله العالمان هوارد صامويل إروين وروبرت تشارلز بارنيبي النوع إلى الحديقة النباتية في نيويورك وأدرجاه ضمن جنس السنا. يستمد نبات السنا المنفرج اسمه من شكل أوراقه المنفرجة، كما يُسمى في بعض المناطق بأسماء أخرى محلية فيعرف في أستراليا على سبيل المثال باسم عشبة القهوة، أو الجافا، وفي جنوب غرب أمريكا يشتهر باسم قرون القهوة، وفي الهند يُعرف باسم عشبة الشاكوندا.
عادة ما يكون نبات السنا المنفرج نباتًا ذاتي التلقيح، وعلى الرغم من زيارة النحل لأزهاره بكثافة، فإنّ الأزهار تُخصّب عادةً قبل فتحها. يتجمع رحيق الأزهار على السطح العلوي لساق النبات، ويجتذب إليه النمل، كما يجتذب أحيانًا الدبابير والذباب والنحل الصغير، ويعمل كمضيف لبعض الحشرات القشرية والحشرات الأخرى، كما تتغذى على بذوره بعض الطيور مثل طيور السمان الشمالي ودجاج البراري الكبرى. وعلى عكس الأنواع النباتية الأخرى التي تنتمي لفصيلة البقوليات، فإن نبات السنا المُنفرج لا يُشكل عقدا، ولا يرتبط ببكتيريا التربة تكافليًا.

## الموطن
تُعتبر قارة أمريكا الشمالية هي الموطن الأصلي لنبات السنا المنفرج حيث ينمو بشكل طبيعي في المناطق الاستوائية وشبه الاستوائية على شواطئ البحيرات والأنهار، وفي المراعي وجوانب الطرق على ارتفاعات تصل إلى 1100 متر في الأمريكتين. أدخل النبات لاحقا إلى أفريقيا وأجزاء من أوروبا والشرق الأوسط وشبه القارة الهندية وأجزاء من أوروبا وجنوب شرق آسيا وغينيا الجديدة وأجزاء من أستراليا.

## الاستخدامات
تُستخدم أعشاب السنا المنفرج كغذاء في بعض مناطق شرق آسيا وفي إفريقيا، ففي السودان يتم تخمير أوراق النبات الخضراء لتحضير الكول، وهو منتج غذائي غني بالبروتين يتم تناوله كبديل للحوم. كما تُحمّص بذور النبات، وتُغلى في الماء ثم تُستخدم لتحضير شاي القرفة المنجلي، وفي بعض المناطق تُستخدم بذور النبات المحمصة والمطحونة كبديل للقهوة. كذلك تُستخدم أوراق وبذور وجذور النبات أيضًا في الطب الشعبي، وخاصة في دول آسيا، حيث يُعتقد أن لها تأثيرًا ملينًا، فضلاً عن كونها مفيدة للعينين. تُعتبر بذور نبات السنا المنفرج مصدرًا تجاريًا لصمغ كاسيا، وهو مادة تضاف للأغذية وتُستخدم عادةً كمكثف وتُسمى بهذا الاسم نسبة إلى جنس الكاسيا الذي اعتبر السنا المنفرج أحد أنواعه لسنوات طويلة.